# Nifra

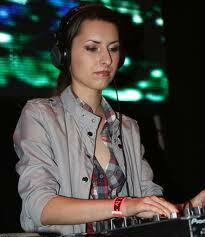
Nifra

Nifra (* 16. Januar 1988 als Nikoleta Frajkorová in Michalovce) ist eine slowakische DJ und Produzentin im Bereich der elektronischen Tanzmusik.
Frajkorova begeisterte sich bereits in ihrer frühen Jugend für elektronische Tanzmusik. Ihr Talent wurde unter anderem von Markus Schulz Mitte der 2010er Jahre entdeckt.
Seit jeher wurde sie durch eine Vielzahl von selbst produzierten Tracks und vor allem durch weltweite Auftritte auf Festivals bekannt, wie z. B. dem Ultra Music Festival oder Tomorrowland. Auch in Armin van Buurens Format A State Of Trance, wohinter sich sowohl eine Radiosendung, als auch eine Festivalreihe verbirgt, hat sie schon mehrere Livesets gespielt.

## Diskografie (Auswahl)
- 2014: Athena
- 2015: Army of Lights (feat. Seri)
- 2017: Edge of Time
- 2019: Dark Harbour
- 2019: Powerball
- 2020: Resistance
- 2023: Youphoria
- 2024: Control Your Body (feat. 2 Unlimited)
- 2024: Comme Un Reve (feat. Frank Spector)
- 2024: Hypnotize
- 2024: Pull Me In
- 2024: Time (feat. Sarah de Warren), Coverversion von Only Time
- 2025: Access Code
- 2025: NRG
- 2025: Madness
- 2025: Quantum Glitch